# Pedro Henrique (surf)
Pour les articles homonymes, voir Pedro Henrique.
Pedro Henrique est un surfer professionnel brésilien.

## Palmarès
- champion du monde ASP junior pro 2000 à Makaha Hawaï
- qualifié sur le circuit WCT en 2006
- meilleur résultat : 9e Quik pro France 2006
- 1 victoire sur le circuit qualificatif mondial
- 1 victoire sur le circuit pro brésilien